# Sebastian Münster

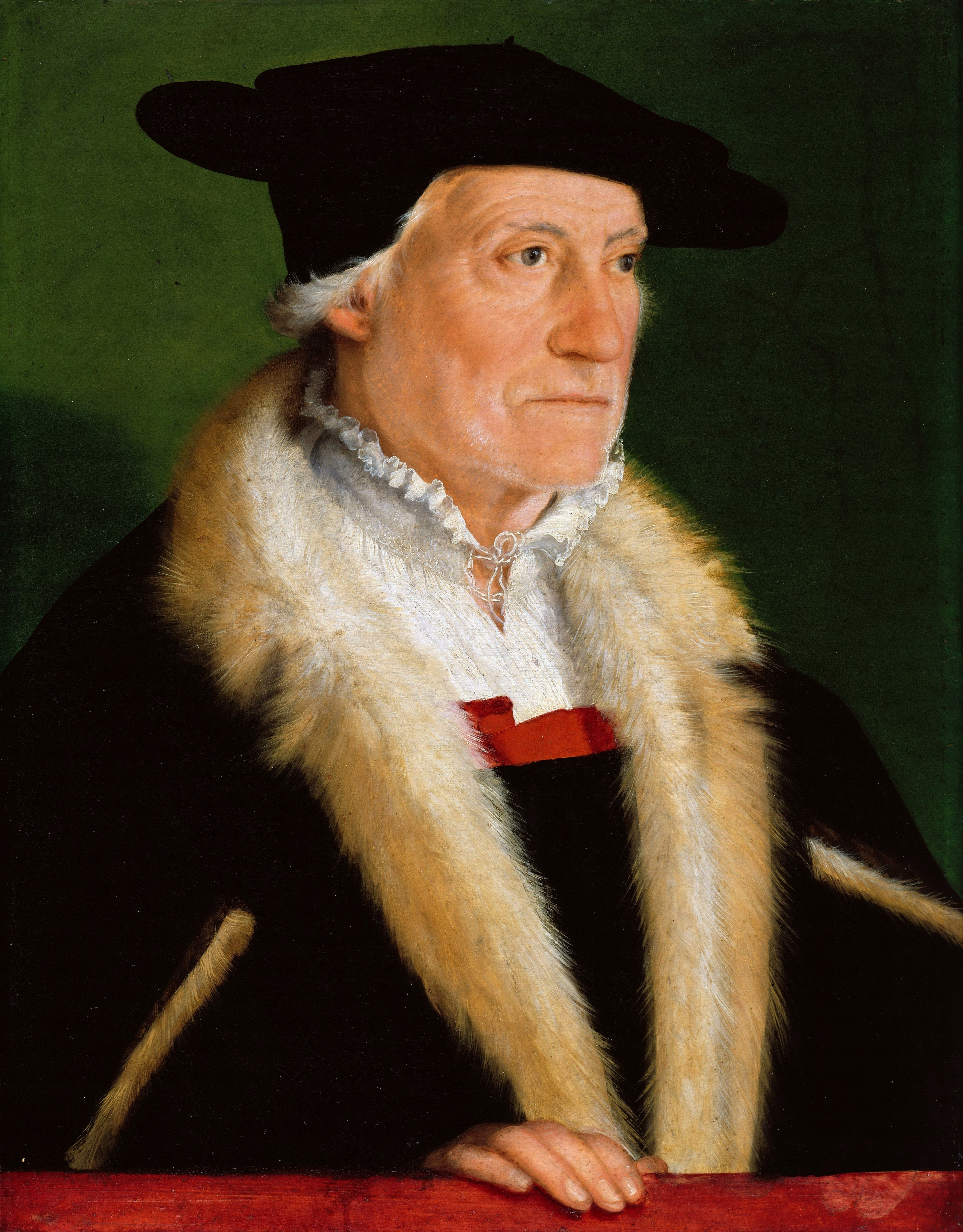
Sebastian Münster

Sebastian Münster  (20 januari 1488 - 26 mei 1552) was een Duitse cartograaf, kosmograaf en een christelijk Hebraïstisch geleerde ten tijde van de Reformatie. Zijn belangrijkste werk, de Cosmographia uit 1544, was de vroegste Duitstalige beschrijving van de wereld.
Hij werd geboren in Ingelheim, nabij Mainz, als zoon van Andreas Münster. Zijn ouders en voorouders waren boeren. In 1505 trad hij toe tot de Orde der Franciscanen. Vier jaar later werd hij als monnik vijf jaar lang leerling van Konrad Pelikan. Münster voltooide zijn studie aan de Universiteit van Tübingen in 1518. 
Hij verliet de Franciscanen voor de Lutherse kerk om een benoeming te aanvaarden aan de door de hervormde kerk gedomineerde Universiteit van Basel in 1529. Hij had al lang belangstelling voor de Lutheranen en tijdens de Duitse Boerenoorlog was hij als monnik herhaaldelijk aangevallen.  

## Hebreeuwse filologie
Als professor in het Hebreeuws en een leerling van Elias Levita, redigeerde hij de eerste gedrukte Hebreeuwse Bijbel (Basel, 1534-1535), vergezeld van een Latijnse vertaling en een groot aantal annotaties. 
Behalve met Hebreeuwse teksten publiceerde hij ook Hebreeuwse grammatica en lexicografische arbeid, waaronder het opstellen van een drietalig woordenboek Latijn, Grieks en Hebreeuws in 1530. 

## Cartographie

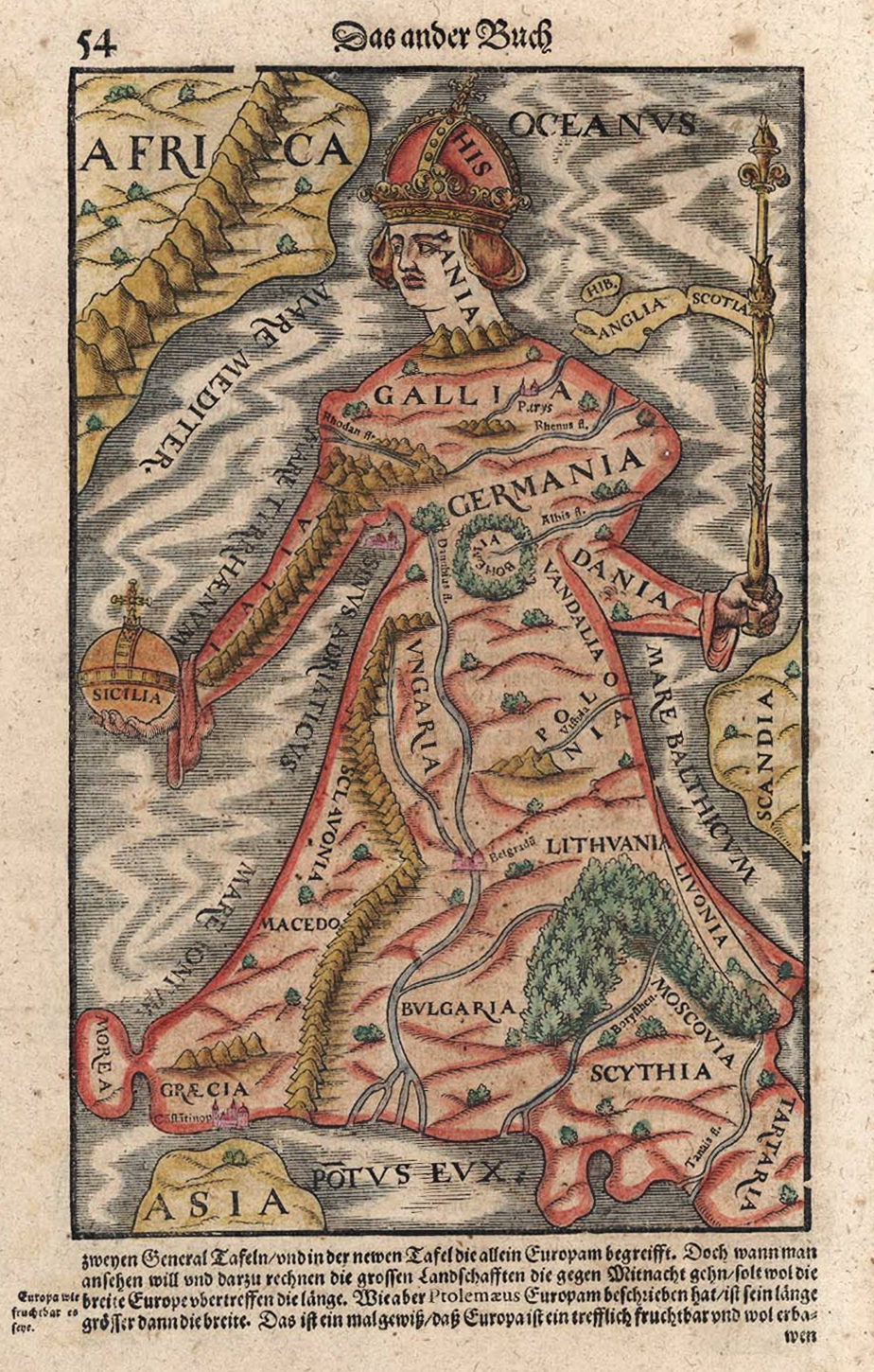
Europa regina de Cosmographia (editie 1570)

Tevens hield hij zich bezig met cartografie. Hij bracht een Mappa Europae (kaart van Europa) uit in 1536. In 1540 en 1550 publiceerde hij geïllustreerde Latijnse edities van Ptolemeus' Geographia. Later volgden zijn Horologiographia, een verhandeling over uurwerken en het construeren van zonnewijzers (1531), en Organum Uranicum, een verhandeling over de bewegingen der planeten (1536).
Zijn Cosmographia van 1544 was de vroegste Duitstalige beschrijving van de wereld. Dit werk kende talloze edities in diverse talen, waaronder Latijn, Frans, Italiaans, Engels en Tsjechisch. Het werd een van de meest succesvolle en populaire werken van de 16e eeuw, met 24 edities in 100 jaar. Dit succes was te danken aan de fascinerende houtsneden (sommige van Hans Holbein de Jongere, Urs Graf, Hans Rudolph Manuel Deutsch en David Kandel), en de opname van afzonderlijke kaarten voor elk van de vier toen bekende continenten: Amerika , Afrika, Azië en Europa. De laatste Duitse editie werd gepubliceerd in 1628, lang na zijn dood.
Hij stierf in Basel aan de pest in 1552. Zijn grafsteen prees hem als "de Ezra en de Strabo van de Duitsers".